# Новый Пинигерь
 Новый Пинегерь  — деревня в Вятскополянском районе Кировской области в составе Омгинского сельского поселения.

## География
Расположена в левобережной части района на расстоянии примерно 18 км по прямой на север-северо-восток от железнодорожного моста через Вятку в городе Вятские Поляны.

## История
Известна с 1891 года как татарский починок Пинигерский, в 1905 это починок Выселок Пинигерский, 25 дворов и 116 жителей, в 1926 (починок Пинигерский или Новый Пинигерь-Пияр) 26 и 122, в 1950 59 и 240, в 1989  116 жителей. Нынешнее название утвердилось с 1939 года. 

## Население
Постоянное население составляло 101 человек (татары 98%) в 2002 году, 77 в 2010.